# Mario Cuevas
Mario Cuevas Almeida (El Salto; 12 de enero de 1950) es un exfutbolista mexicano que jugaba como centrocampista.

## Palmarés

### Títulos nacionales
| Título               | Equipo | País   | Año     |
| -------------------- | ------ | ------ | ------- |
| Copa México          | León   | México | 1970-71 |
| Campeón de Campeones | León   | México | 1970-71 |
| Copa México          | León   | México | 1971-72 |
| Campeón de Campeones | León   | México | 1971-72 |